# Norland, West Yorkshire
Norland är en by i distriktet Calderdale, i grevskapet West Yorkshire, i England. Byn är belägen 4 km från Halifax. Norland var en civil parish från 1866 till 1937 då den blev en del av Sowerby Bridge. Denna civil parish hade 1 128 invånare år 1931.